# Nezumia aspidentata
Nezumia aspidentata är en fiskart som beskrevs av Akitoshi Iwamoto och Merrett, 1997. Nezumia aspidentata ingår i släktet Nezumia och familjen skolästfiskar. Inga underarter finns listade i Catalogue of Life.